# Andrea Bychlová
Andrea Bychlová (* 23. října 1984 Praha[zdroj?]) je česká právnička a politička.

## Život
Narodila se 23. října 1984 v Praze. Je právničkou specializující se na evropské, občanské a rodinné právo. Mezi její další oblasti zájmu patří mezinárodní vztahy a evropská studia. Je zakladatelkou a předsedkyní spolku Německý ovčák v nouzi a aktivistka usilující o silnější právní ochranu zvířat.
Mezi její další aktivity patří činnost v oblasti týkající se ochrany přírody a krajiny. Ve volbách do Evropského parlamentu v květnu 2019 byla z pozice nestraničky volební lídryní Demokratické strany zelených – Za práva zvířat, která se programově výrazně orientuje na problematiku ochrany zvířat. Nebyla však zvolena.